# Michele Catalano
Michele Catalano (Bari, 1º agosto 1925) è un ex calciatore italiano, di ruolo attaccante.

## Carriera
In gioventù milita nel Bari e nel 1945 gioca in prima squadra il torneo cosiddetto "nazionale misto", vinto dai galletti.
In seguito, dopo aver militato con il Molfetta in Serie C, nella stagione 1946-1947 debutta in Serie B con il Foggia; nella stagione 1948-1949 gioca nella Salernitana, mettendo a segno 12 reti in 36 gare disputate.
L'anno successivo passa al Livorno, dove disputa tre campionati di Serie B ed uno di Serie C e colleziona in totale 98 presenze, di cui 89 tra i cadetti, segnando 17 gol.